# Le Lindois
Le Lindois (okzitanisch: Lo Lindois) ist eine französische Gemeinde mit 339 Einwohnern (Stand: 1. Januar 2022) im Département Charente in der Region Nouvelle-Aquitaine (vor 2016: Poitou-Charentes); sie gehört zum Arrondissement Confolens und zum Kanton Charente-Bonnieure.

## Geografie
Le Lindois befindet sich etwa 35 Kilometer ostnordöstlich von Angoulême. Umgeben wird Le Lindois von den Nachbargemeinden Montembœuf im Nordwesten und Norden, Cherves-Châtelars im Norden, Mouzon im Norden und Nordosten, Massignac im Nordosten und Osten, Sauvagnac im Osten, Roussines im Osten und Südosten, Rouzède im Süden und Südwesten sowie Mazerolles im Südwesten und Westen.

## Bevölkerungsentwicklung
| Jahr                       | 1962 | 1968 | 1975 | 1982 | 1990 | 1999 | 2006 | 2019 | 2021 |
| Einwohner                  | 569  | 481  | 388  | 352  | 311  | 330  | 323  | 341  | 339  |
| Quellen: Cassini und INSEE |      |      |      |      |      |      |      |      |      |

## Sehenswürdigkeiten
- Reste der alten Kirche Saint-Pierre aus dem 14. Jahrhundert, Monument historique seit 1928
- Kirche Saint-Pierre, 1924 wieder errichtet
- Schloss Logeas

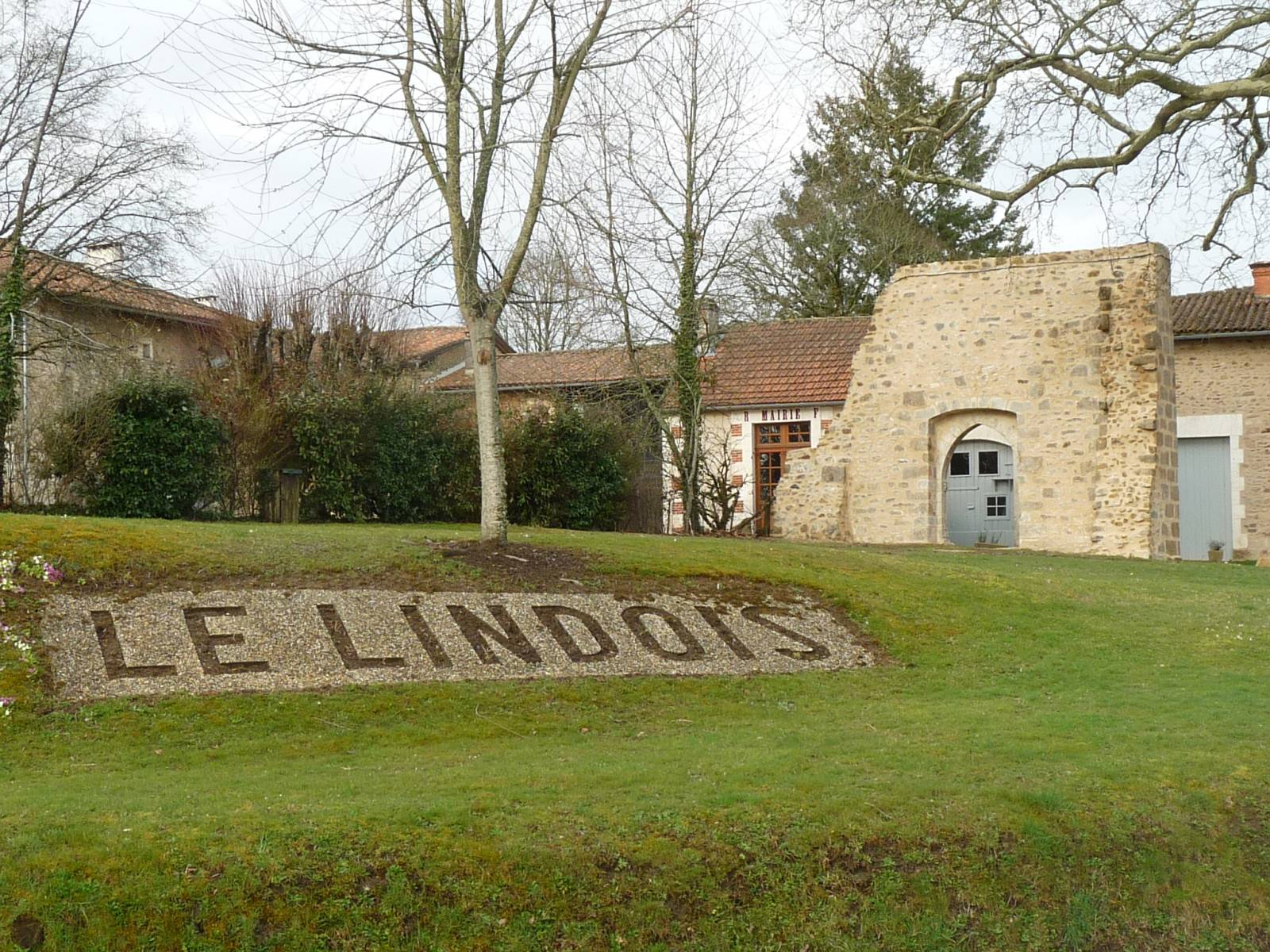
Reste der früheren Kirche
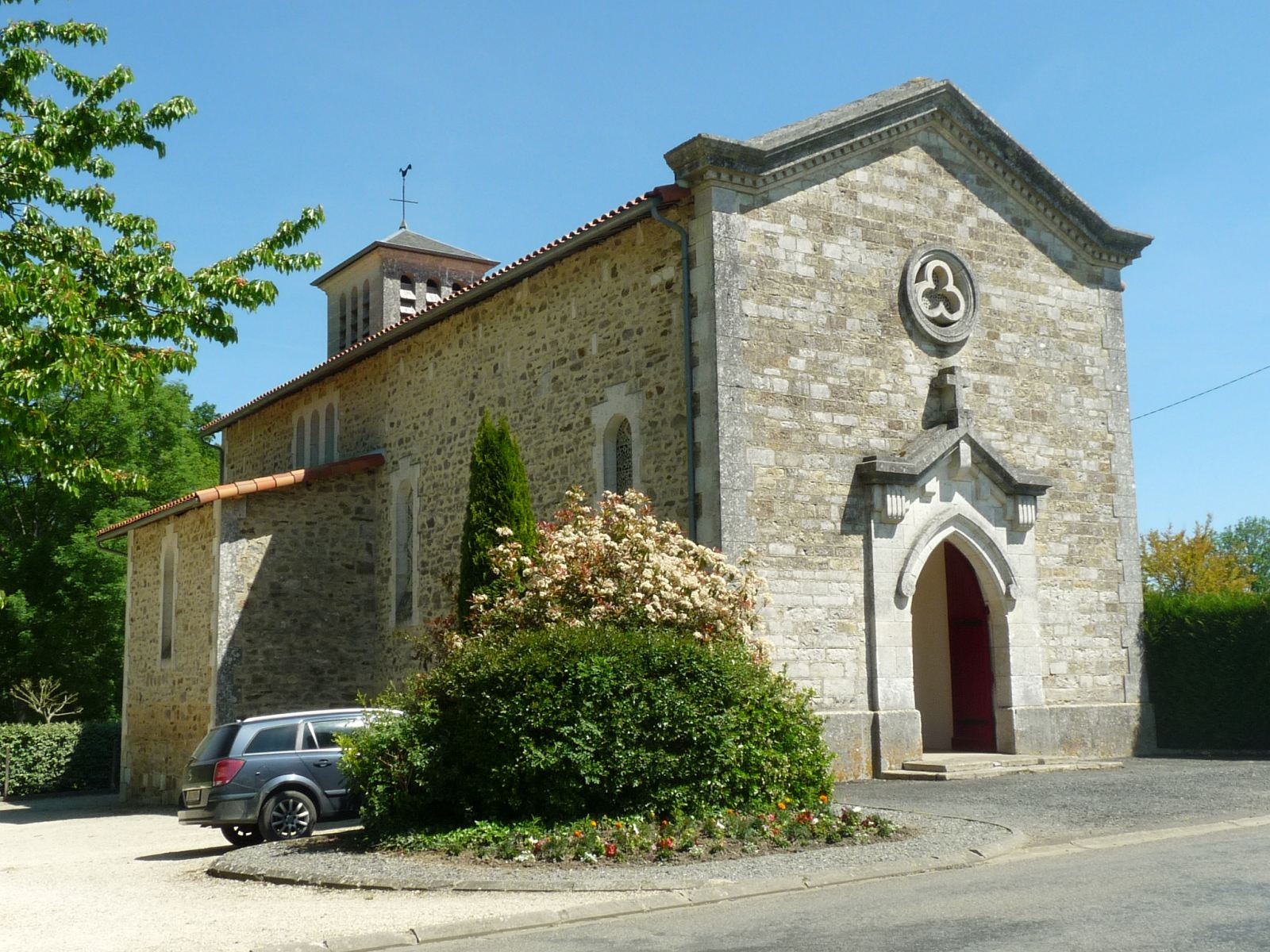
Heutige Kirche Saint-Pierre
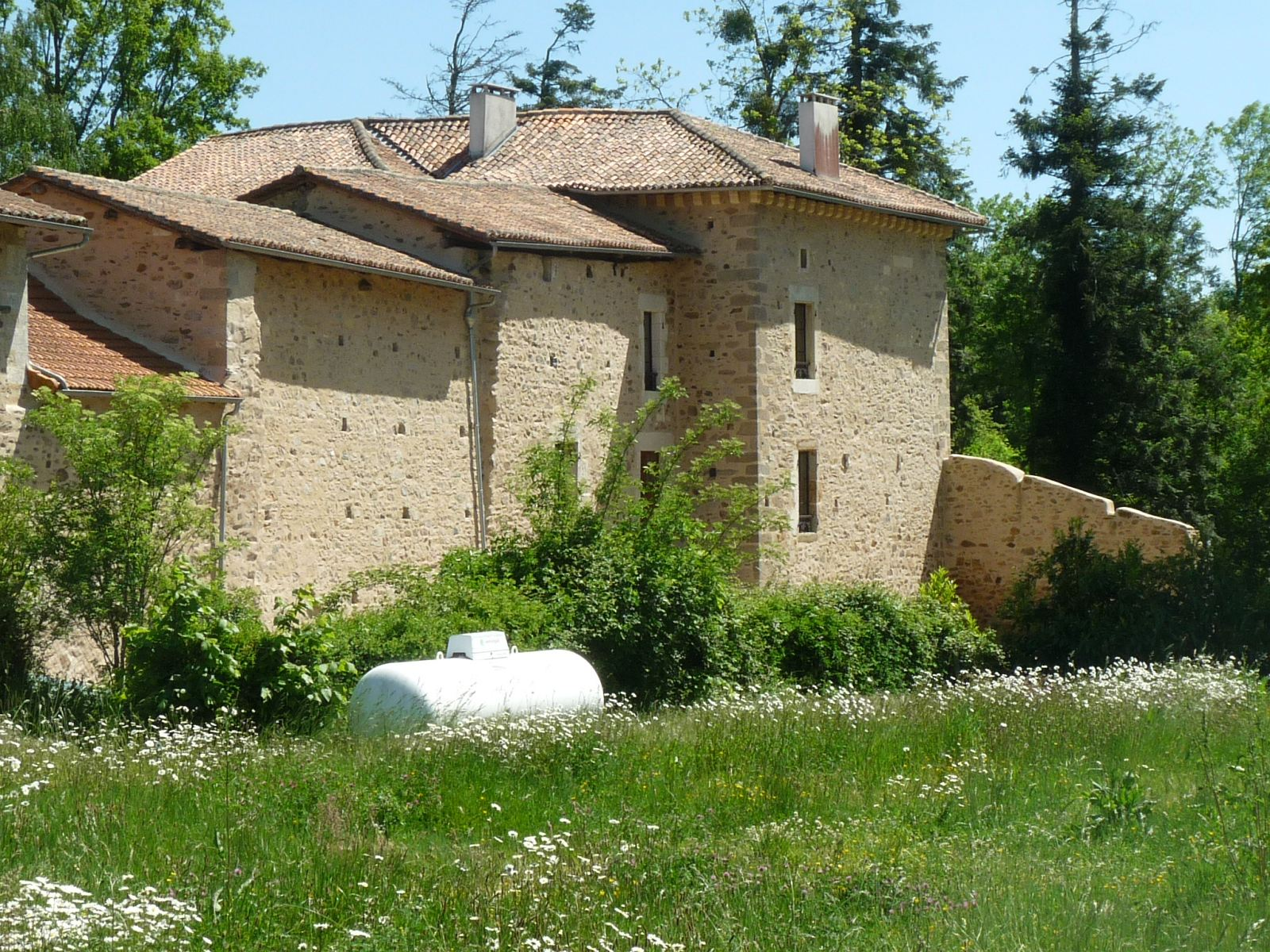
Reste des Schlosses, zeitweise Rathaus